# Колоњо ал Серио
Колоњо ал Серио (итал. Cologno al Serio) је насеље у Италији у округу Бергамо, региону Ломбардија.
Према процени из 2011. у насељу је живело 10089 становника. Насеље се налази на надморској висини од 154 м.

## Становништво
| 1936. | 1951. | 1961. | 1971. | 1981. | 1991. | 2001. | 2011.  |
| ----- | ----- | ----- | ----- | ----- | ----- | ----- | ------ |
| 4.762 | 5.609 | 6.104 | 7.207 | 8.012 | 8.836 | 9.442 | 10.596 |